# Производственный участок
Производственный участок представляет собой производственное подразделение, объединяющее ряд рабочих мест, сгруппированных по определённому признаку, осуществляющее часть общего производственного процесса по изготовлению продукции или обслуживанию процесса производства. На производственном участке, помимо основных и вспомогательных рабочих, имеется руководитель — мастер участка.
Участки создаются по двум принципам:
1. Технологический. Участок состоит из однотипного оборудования (группа токарных станков, группа фрезерных, сверлильных станков); рабочие на участке выполняют определённый вид операции. Закрепление за рабочими местами изготовления определённых видов продукции отсутствует. Такой тип участков характерен для мелкосерийного и единичного типов организации производства.
2. Предметно-замкнутый. На таком участке используется разнотипное оборудование, которое располагается по ходу технологического процесса. Рабочие места специализируются на изготовлении определённого вида продукции (деталей). На участке заняты рабочие разных специальностей. Разновидностью такого типа участков являются поточные линии. Этот тип участков характерен для крупносерийного и массового производств, его работа отличается большей эффективностью по сравнению с участком, созданным по технологическому принципу.
Несколько производственных участков объединяются в цеха. На мелких и средних предприятиях, где введена бесцеховая структура, производственный участок может обладать чертами, характерными для цеха. Только степень административно-хозяйственной самостоятельности у такого участка меньше, чем у цеха, и обслуживающий аппарат значительно более ограничен, чем аппарат цеха.